# Lausana
Lausana (en francés y alemán, Lausanne [loˈzan], en italiano y romanche Losanna) es una ciudad y comuna de Suiza, capital del cantón de Vaud y del distrito de Lausana. Se sitúa a orillas del lago Lemán, frente a la ciudad francesa de Évian-les-Bains.
Lausana es la quinta ciudad más poblada de Suiza tras Zúrich, Ginebra, Basilea y Berna. En Romandía es la segunda ciudad después de Ginebra. La ciudad es conocida como la Capital Olímpica, ya que es sede del Comité Olímpico Internacional, además del deportivo Museo Olímpico. A finales de 2016, Lausana contaba con 139 624 habitantes, sumando un total de 420 067 habitantes en su área metropolitana.[cita requerida]

## Etimología
El nombre de la ciudad viene de la apelación recibida por ésta en la época romana hasta la Edad Media en la zona que hoy ocupa el barrio Vidy y que era llamada Lousonna. La ciudad también recibió los nombres de Lousonnensium (siglo II d. C.), lacu Lausonio (hacia 280), civitas Lausanna (hacia 400) y Losanna (hacia 990). En las demás lenguas nacionales de Suiza, la ciudad es llamada Lausanne en alemán (anteriormente Losannen) y Losanna en italiano y romanche.

## Geografía
Lausana está situada sobre una pendiente que desciende desde las colinas de la meseta suiza hasta la ribera norte del lago Lemán. La ciudad es atravesada por cuatro ríos: Flon, Louve, Vuachère y Riolet. Los dos primeros se encuentran hoy enterrados y se juntan bajo tierra en el centro de la ciudad para desembocar en el lago.
El centro de la capital valdense se encuentra construido sobre tres colinas: La Cité (ciudad), el Bourg (burgo) y Saint-Laurent (San Lorenzo), conectadas entre sí por algunos puentes, tales como el Grand Pont (Gran Puente), el puente de Bessières (bajo el cual fue construido un puente para el Metro de Lausana) y el puente Chauderon. La ciudad se extiende sobre un desnivel de más de 500 metros, desde el puerto de Ouchy a 374 m s. n. m. al Chalet-à-Gobet a 873 m s. n. m., pasando por el centro de la ciudad (495 m s. n. m.), el aeródromo de Blécherette (600 m s. n. m.) y el bosque de Sauvabelin (640 m s. n. m.).
La comuna cubre una superficie total de 41,37 km2, los cuales incluyen el sector sur del centro de la ciudad, un enclave al noroeste entre las comunas de Cheseaux-sur-Lausanne y Romanel-sur-Lausanne, así como la parte nororiental que rodea la comuna de Epalinges. La parte principal se extiende entre el río Vuachère (al este), el Chamberonne (al oeste) y el borde del lago Lemán al sur. Desde el borde del lago la ciudad parece extenderse hacia el norte en terrazas.
La superficie del municipio tiene diferentes usos: el 42,9 % es de área urbanizada, 39,6 % bosques y zonas verdes, 17,3 % de campos y 0,2 % de zonas improductivas. Lausana sin su exclave limita al norte con las comunas de Romanel-sur-Lausanne, Le Mont-sur-Lausanne, Epalinges, Cugy, Bretigny-sur-Morrens, Bottens y Froideville, al noreste con Montpreveyres, al este con Savigny y Pully, al sur con Évian-les-Bains (FR-74), Maxilly-sur-Léman (FR-74), Lugrin (FR-74) y Neuvecelle (FR-74), y al oeste con Saint-Sulpice, Chavannes-près-Renens, Renens, Prilly y Crissier. Gracias a su enclave la ciudad limita además con las comunas de Cheseaux-sur-Lausanne, Ecublens, Jouxtens-Mézery y Morrens.

### Clima

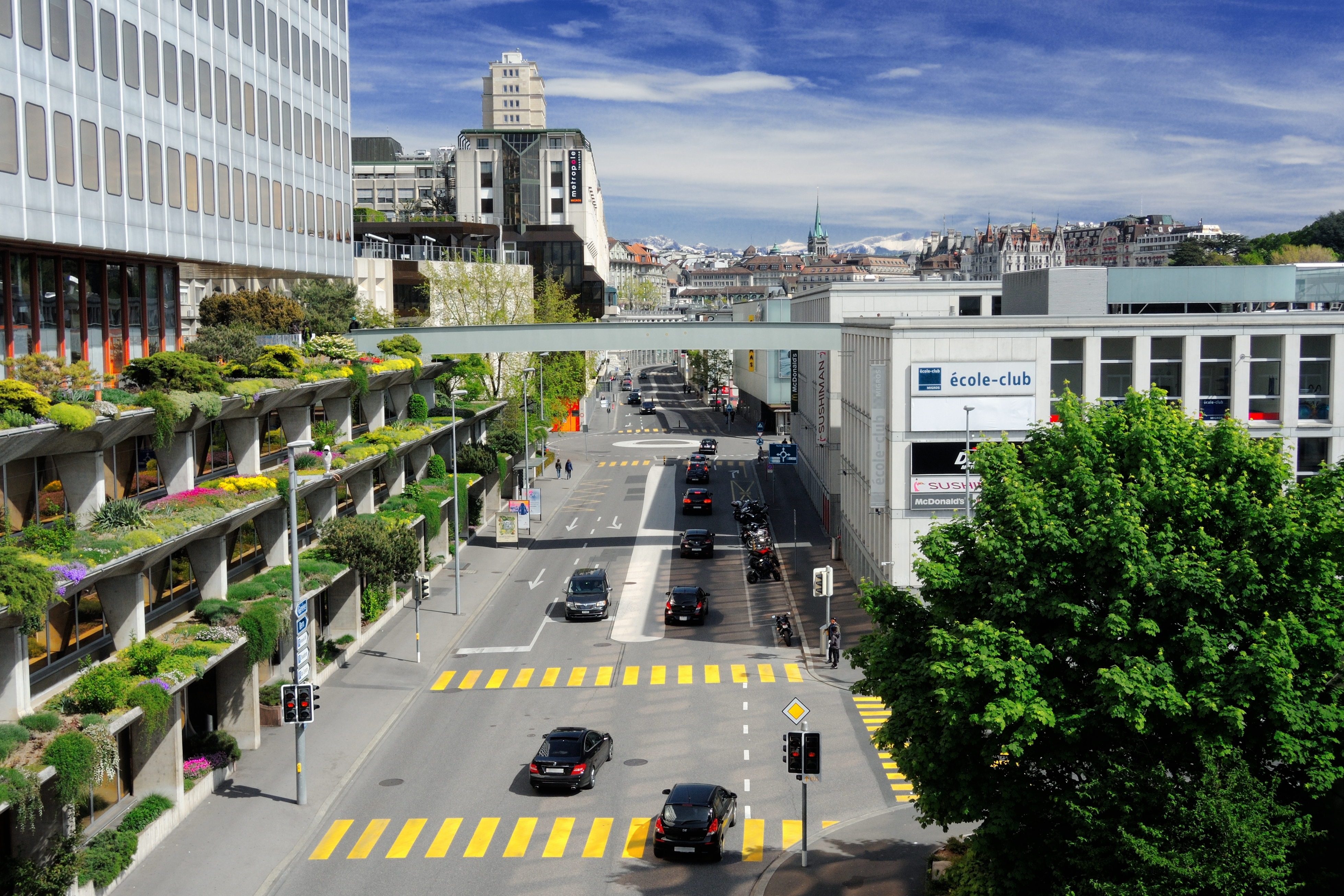
Primavera
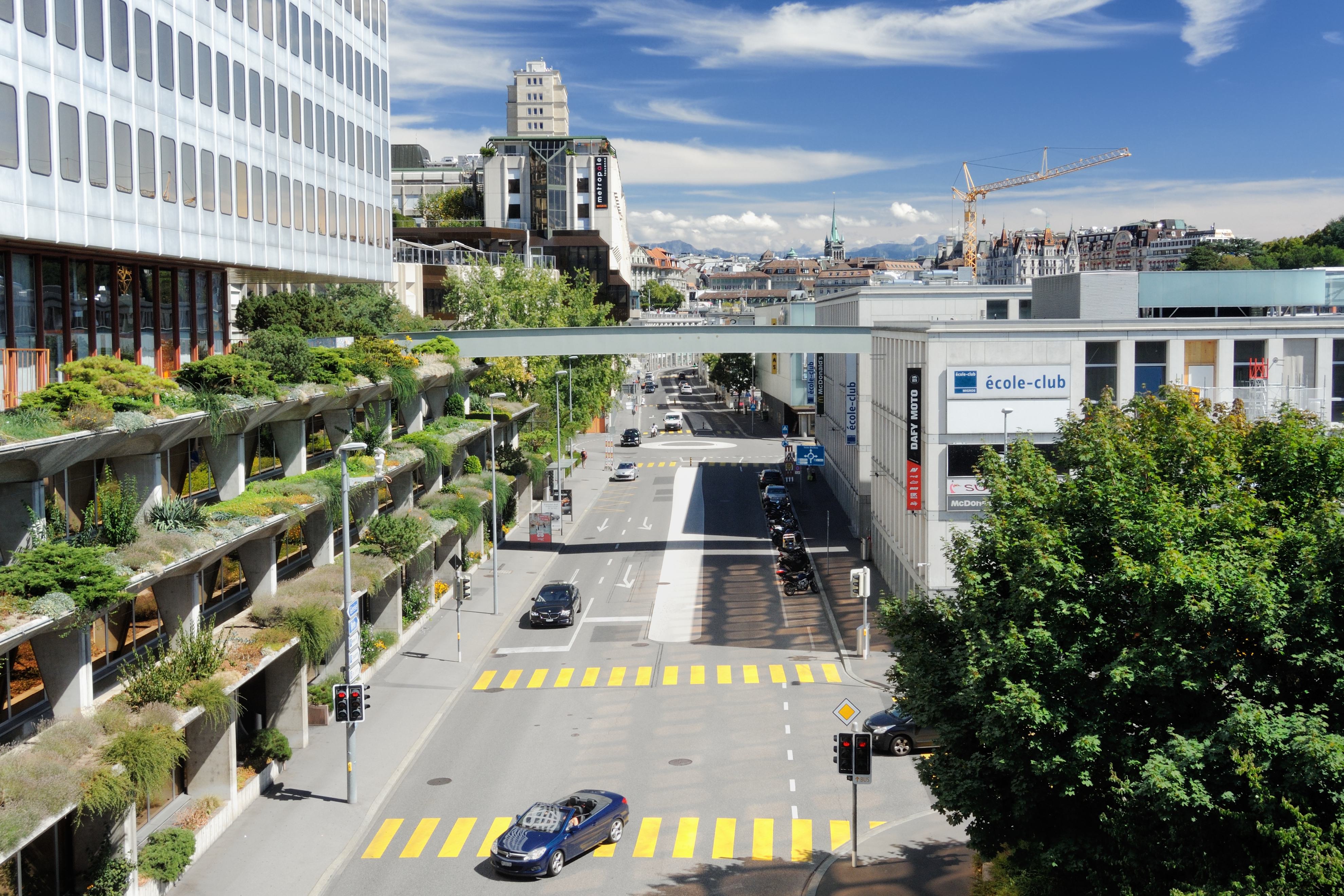
Verano
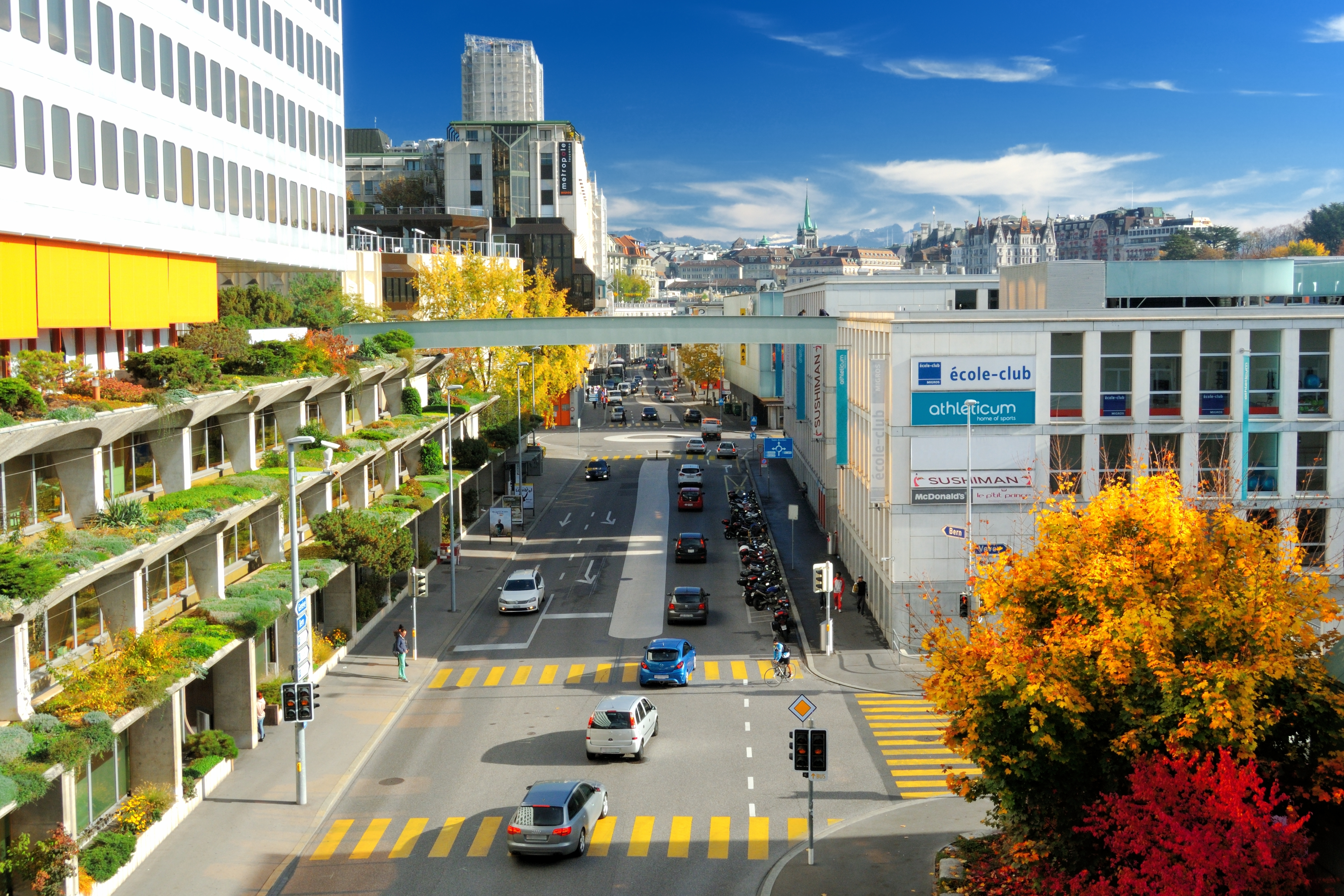
Otoño
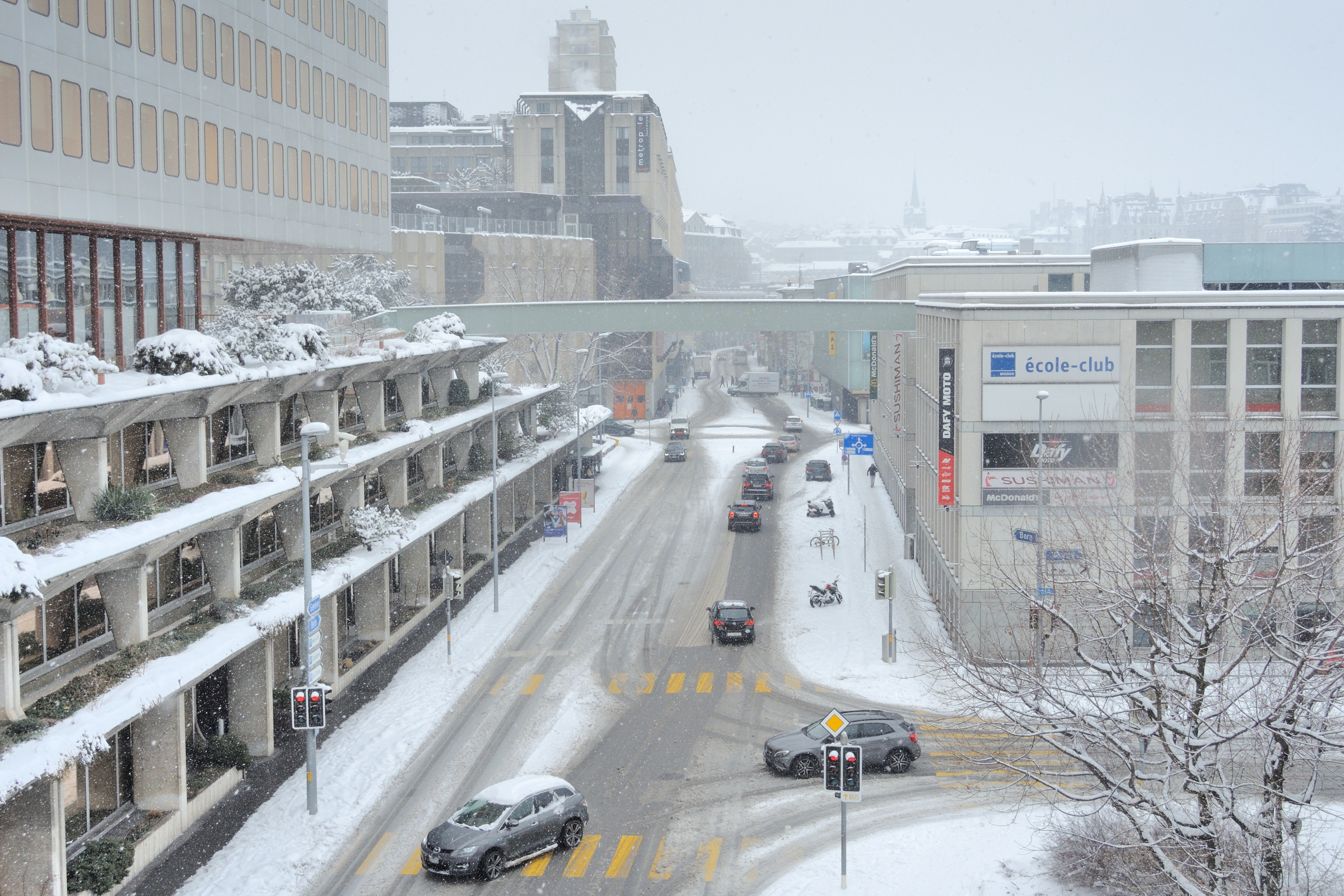
Invierno

| Parámetros climáticos promedio de Lausana (Pully), normales 1991–2020, extremos 1981–2010) | Parámetros climáticos promedio de Lausana (Pully), normales 1991–2020, extremos 1981–2010) | Parámetros climáticos promedio de Lausana (Pully), normales 1991–2020, extremos 1981–2010) | Parámetros climáticos promedio de Lausana (Pully), normales 1991–2020, extremos 1981–2010) | Parámetros climáticos promedio de Lausana (Pully), normales 1991–2020, extremos 1981–2010) | Parámetros climáticos promedio de Lausana (Pully), normales 1991–2020, extremos 1981–2010) | Parámetros climáticos promedio de Lausana (Pully), normales 1991–2020, extremos 1981–2010) | Parámetros climáticos promedio de Lausana (Pully), normales 1991–2020, extremos 1981–2010) | Parámetros climáticos promedio de Lausana (Pully), normales 1991–2020, extremos 1981–2010) | Parámetros climáticos promedio de Lausana (Pully), normales 1991–2020, extremos 1981–2010) | Parámetros climáticos promedio de Lausana (Pully), normales 1991–2020, extremos 1981–2010) | Parámetros climáticos promedio de Lausana (Pully), normales 1991–2020, extremos 1981–2010) | Parámetros climáticos promedio de Lausana (Pully), normales 1991–2020, extremos 1981–2010) | Parámetros climáticos promedio de Lausana (Pully), normales 1991–2020, extremos 1981–2010) |
| Mes                                                                                        | Ene.                                                                                       | Feb.                                                                                       | Mar.                                                                                       | Abr.                                                                                       | May.                                                                                       | Jun.                                                                                       | Jul.                                                                                       | Ago.                                                                                       | Sep.                                                                                       | Oct.                                                                                       | Nov.                                                                                       | Dic.                                                                                       | Anual                                                                                      |
| ------------------------------------------------------------------------------------------ | ------------------------------------------------------------------------------------------ | ------------------------------------------------------------------------------------------ | ------------------------------------------------------------------------------------------ | ------------------------------------------------------------------------------------------ | ------------------------------------------------------------------------------------------ | ------------------------------------------------------------------------------------------ | ------------------------------------------------------------------------------------------ | ------------------------------------------------------------------------------------------ | ------------------------------------------------------------------------------------------ | ------------------------------------------------------------------------------------------ | ------------------------------------------------------------------------------------------ | ------------------------------------------------------------------------------------------ | ------------------------------------------------------------------------------------------ |
| Temp. máx. abs. (°C)                                                                       | 14.9                                                                                       | 15.8                                                                                       | 22.6                                                                                       | 25.5                                                                                       | 31.3                                                                                       | 33.6                                                                                       | 35.2                                                                                       | 37.1                                                                                       | 28.6                                                                                       | 25.4                                                                                       | 19.8                                                                                       | 17.7                                                                                       | 37.1                                                                                       |
| Temp. máx. media (°C)                                                                      | 4.7                                                                                        | 5.9                                                                                        | 10.5                                                                                       | 14.6                                                                                       | 18.9                                                                                       | 22.8                                                                                       | 25.0                                                                                       | 24.5                                                                                       | 19.8                                                                                       | 14.6                                                                                       | 8.9                                                                                        | 5.4                                                                                        | 14.6                                                                                       |
| Temp. media (°C)                                                                           | 2.7                                                                                        | 3.3                                                                                        | 7.0                                                                                        | 10.6                                                                                       | 14.6                                                                                       | 18.4                                                                                       | 20.5                                                                                       | 20.1                                                                                       | 16.0                                                                                       | 11.7                                                                                       | 6.7                                                                                        | 3.5                                                                                        | 11.3                                                                                       |
| Temp. mín. media (°C)                                                                      | 0.7                                                                                        | 0.8                                                                                        | 3.7                                                                                        | 6.8                                                                                        | 10.7                                                                                       | 14.3                                                                                       | 16.2                                                                                       | 16.2                                                                                       | 12.7                                                                                       | 9.1                                                                                        | 4.5                                                                                        | 1.5                                                                                        | 8.1                                                                                        |
| Temp. mín. abs. (°C)                                                                       | -16.7                                                                                      | -12.7                                                                                      | -9.1                                                                                       | -2.9                                                                                       | 2.1                                                                                        | 5.2                                                                                        | 9.0                                                                                        | 8.2                                                                                        | 4.4                                                                                        | -1.2                                                                                       | -6.2                                                                                       | -10.1                                                                                      | -16.7                                                                                      |
| Precipitación total (mm)                                                                   | 75                                                                                         | 64                                                                                         | 72                                                                                         | 84                                                                                         | 113                                                                                        | 107                                                                                        | 103                                                                                        | 110                                                                                        | 98                                                                                         | 111                                                                                        | 99                                                                                         | 98                                                                                         | 1132                                                                                       |
| Nevadas (cm)                                                                               | 10.9                                                                                       | 14.3                                                                                       | 1.6                                                                                        | 0.2                                                                                        | 0.0                                                                                        | 0.0                                                                                        | 0.0                                                                                        | 0.0                                                                                        | 0.0                                                                                        | 0.0                                                                                        | 1.1                                                                                        | 7.0                                                                                        | 35.1                                                                                       |
| Días de precipitaciones (≥ 1.0 mm)                                                         | 9.8                                                                                        | 8.5                                                                                        | 9.0                                                                                        | 9.2                                                                                        | 11.7                                                                                       | 9.9                                                                                        | 9.6                                                                                        | 9.5                                                                                        | 8.9                                                                                        | 10.3                                                                                       | 10.4                                                                                       | 10.9                                                                                       | 117.7                                                                                      |
| Días de nevadas (≥ 1.0 cm)                                                                 | 2.9                                                                                        | 2.8                                                                                        | 1.3                                                                                        | 0.1                                                                                        | 0.0                                                                                        | 0.0                                                                                        | 0.0                                                                                        | 0.0                                                                                        | 0.0                                                                                        | 0.0                                                                                        | 0.8                                                                                        | 1.9                                                                                        | 9.8                                                                                        |
| Horas de sol                                                                               | 77                                                                                         | 109                                                                                        | 169                                                                                        | 193                                                                                        | 213                                                                                        | 240                                                                                        | 259                                                                                        | 241                                                                                        | 188                                                                                        | 132                                                                                        | 79                                                                                         | 58                                                                                         | 1957                                                                                       |
| Humedad relativa (%)                                                                       | 78                                                                                         | 73                                                                                         | 68                                                                                         | 64                                                                                         | 67                                                                                         | 66                                                                                         | 64                                                                                         | 67                                                                                         | 73                                                                                         | 78                                                                                         | 79                                                                                         | 79                                                                                         | 71                                                                                         |
| Fuente n.º 1: MeteoSwiss                                                                   |                                                                                            |                                                                                            |                                                                                            |                                                                                            |                                                                                            |                                                                                            |                                                                                            |                                                                                            |                                                                                            |                                                                                            |                                                                                            |                                                                                            |                                                                                            |
| Fuente n.º 2: StatistiqueVaud                                                              |                                                                                            |                                                                                            |                                                                                            |                                                                                            |                                                                                            |                                                                                            |                                                                                            |                                                                                            |                                                                                            |                                                                                            |                                                                                            |                                                                                            |                                                                                            |

## Historia
La ciudad de Lausana está habitada desde el siglo IV a. C. Los romanos construyeron en el lugar de una aldea celta en los alrededores del sector de Vidy, un campamento militar, al cual llamaron Lousanna. A partir del siglo I se desarrolló sobre la plaza de los barcos mercantes sobre el lago Lemán formando un vicus galo-romano. Este alcanzó una talla de unos 1,2 km de largo por 250 metros de ancho y fue el mayor vicus sobre territorio suizo. Durante el siglo III, la localidad fue instigada por los alamanes y muy posiblemente destruida en el 260.
Ya en el siglo III, se desarrolló un refugio o asentamiento artesanal sobre la colina en la que hoy se encuentra la catedral. El nombre del asentamiento romano fue aplicado también a la nueva localidad. En el siglo VI, se construyó la primera iglesia sobre la misma colina, la iglesia fue dedicada a San Tirso. En la segunda mitad del siglo VI, el obispo San Mario de Avenches traslada su sede de Avenches a Lausana, y funda así el Obispado de Lausana.
Lo que hasta entonces era todavía una pequeña aldea perteneció entre 888 y 1032 al reino de Alta Borgoña. Durante el siglo XI Lausana se convirtió en un pequeño centro político, económico y religioso. La ciudad fue el centro de la señoría del obispado. En los siglos XII y XIII, la ciudad vivió una época de gran apogeo.

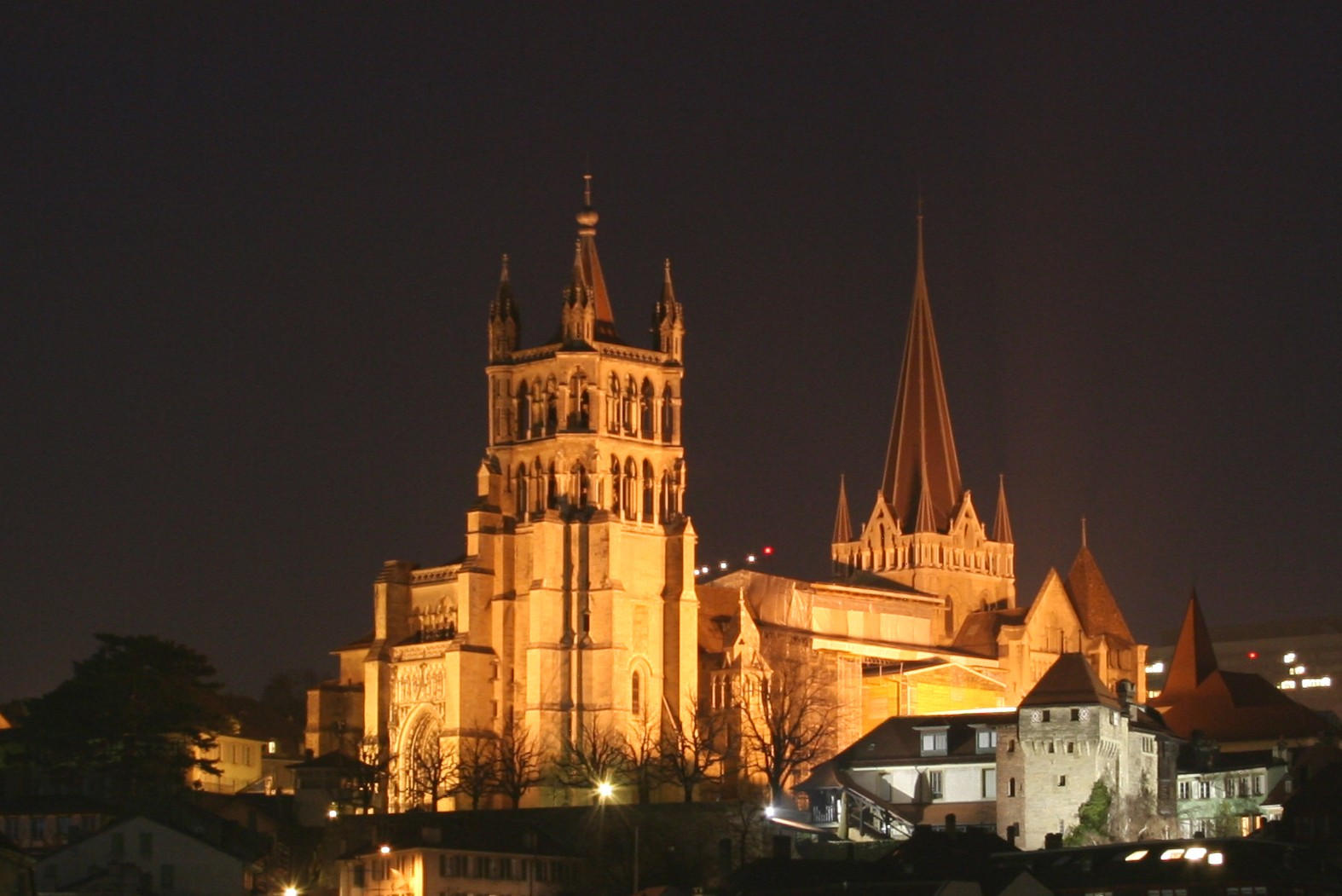
Catedral de Lausana

La burguesía de Lausana, la cual había luchado por sus primeros derechos políticos en 1234, recibió en los siglos siguientes el apoyo de los Duques de Saboya contra la señoría del Obispado. En 1476 la ciudad fue invadida por las tropas burgundas de Carlos el Temerario y tras la batalla de Grandson saqueada por los confederados. El 6 de julio de 1481, la Cité y la Ciudad baja fusionan tras haberse desarrollado independientemente la una de la otra. En 1525 la ciudad hace acuerdos de comburguesía con las ciudades de Friburgo y Berna.
Otro capítulo de la historia de la ciudad comienza en 1536 tras la invasión bernesa del territorio valdense. Los habitantes de la ciudad vieron de buen ojo la introducción de la Reforma, y el entonces obispo Sebastián de Montfaucon tuvo que refugiarse en Saboya. Debido a esto la ciudad perdió la sede del obispado (desde 1613 en Friburgo). Debido a la sumisión del pueblo valdense al dominio bernés, el cual degradó a los ciudadanos de la región y convirtió a Lausana en una ciudad provincial; hubo varias revueltas contra la opresión bernesa.
En 1536 los berneses convierten a Lausana en una bailía, un poco más grande que el actual distrito de Lausana. Esta se extendía desde el río Venoge a lo largo de la ribera del lago Lemán hacia el este hasta la ciudad de Vevey, y hacia el norte llegaba hasta la región de la Broye.
Tras la caída del Antiguo Régimen gracias a la revolución valdense en 1798, Lausana fue declarada capital del recién creado cantón del Lemán, el cual existió solo durante la República Helvética hasta 1803, para convertirse luego en el cantón de Vaud tras la entrada en vigor del Acta de Mediación. Desde entonces la ciudad ha crecido bastante y en 1900 la zona urbana ya había llegado hasta las fronteras de la ciudad, por lo que se propusieron algunos proyectos de fusión con las comunas aledañas (Renens, Prilly y Epalinges), aunque todos rechazados por las comunas implicadas. En el Castillo de Ouchy se firmó el 24 de julio de 1923 el Tratado de Lausana, que definía las fronteras de la Turquía moderna como consecuencia de la partición del Imperio otomano. De junio a julio de 1932 se celebró la Conferencia de Lausana.

## Economía
Lausana es, junto con Ginebra, el mayor centro administrativo y económico de la Suiza occidental. Cerca del 83 % de la población activa trabaja en el sector de los servicios, el sector secundario ocupa al 17 %, mientras que menos del 1 % trabaja en el sector primario.
Hasta principios del siglo XX había algunas terrazas vinícolas y otras con diversos cultivos. Al urbanizarse la ciudad, la actividad agrícola ha desaparecido prácticamente. En las partes altas de la Jorat aún existe una pequeña industria ganadera y lechera. Gracias a la gran superficie forestal, la industria maderera juega todavía algún rol en la economía local.
El sector industrial tuvo una gran importancia en la primera parte del siglo XX. Las zonas industriales se desarrollaron a lo largo de la línea férrea al oeste de la ciudad y en las cercanías del lago Lemán. Con el aumento de la necesidad de nuevas zonas industriales, algunas industrias se trasladaron a ciudades vecinas, como Renens, Crissier y Bussigny-près-Lausanne. Actualmente, la industria de Lausana se concentra ante todo en la construcción, ingeniería, metal, alimentación, industria tabaquera, de precisión, electrónica, óptica, así como la industria gráfica, de imprenta y editorial.
El sector terciario se centra principalmente en el comercio, turismo, administración, banca y seguros, así como el transporte. Lausana es sede de varias organizaciones nacionales e internacionales y de instituciones de las administraciones cantonal, distrital y de la ciudad. Desde 1874 el Tribunal Penal Federal tiene su sede en la ciudad.
Algunas de las empresas más importantes en la ciudad son: AGEN Holding (salud), Compagnie financière Tradition (Comercio de acciones fuera de la bolsa), Edipresse (medios de comunicación), EOS (energía), Golay-Buchel (joyería), Landolt & Cie (administración de fortunas), Publigroupe (Publicidad) y Vaudoise Assurances (seguros). Entre otras cosas, los mayores empleadores de la ciudad son: CHUV (Centro Hospitalario Universitario Valdense, 6500 empleados), la Ciudad de Lausana (4600 empleados), Escuela Politécnica Federal de Lausana (4000 empleados), Philip Morris International (2000 empleados), Universidad de Lausana (1600 empleados) y TL (Transporte público de la región de Lausana, 1000 empleados).

## Población
Lausana tenía una población de 119 180 habitantes a finales de 2007. Otras 10 000 personas viven también en la ciudad pero no están incluidas en la cifra oficial, ya que se trata de personas que están domiciliadas de forma permanente en otras comunas suizas o se trata de personas con un permiso de trabajo temporal. Es por esta razón que las cifras publicadas por la ciudad difieren de las cifras oficiales (federales). Para agosto de 2008 la ciudad tenía 129 196 habitantes incluidas las personas con doble domicilio y con permiso temporal.
La ciudad es la quinta ciudad por población de Suiza. La Aglomeración de Lausana tiene unos 317 000 habitantes y hace parte de la llamada Región Metropolitana Ginebra-Lausana, la cual cuenta con una población de cerca 1,2 millones de personas. Lingüísticamente, el 78,8 % de la población es de lengua materna francesa, el 4,3 % alemana y el 4 % italiana (en 2000). El porcentaje de extranjeros es del 36,2 %. Algunos de los mayores grupos de extranjeros son los italianos, españoles y portugueses.
La población de Lausana subió fuertemente desde finales del siglo XIX hasta más o menos 1960. En 1946 se pasó la barrera de los 100 000 habitantes por primera vez. El apogeo se alcanzó en los años 1970 en los que la población alcanzó 137 000 personas. Debido a la crisis de los 70, la población bajó debido a que muchos extranjeros tuvieron que volver a sus países. Desde entonces la población ha estado estable alrededor de los 128 000 habitantes.

## Cultura
Gracias a su posición de cara al sol y a orillas del lago Lemán, la pintoresca ciudad vieja, los numerosos museos y las variadas manifestaciones culturales, Lausana es una de las ciudades más activas culturalmente en Suiza.
La ciudad tiene tres grandes teatros: la Opera de Lausana (Opéra de Lausanne), el Teatro Beaulieu y el Teatro Vidy-Lausana. Cuenta también con otros teatros y salas de concierto (Sala Métropole), así como la Cinemateca suiza. La ciudad posee además un archivo de la ciudad, una biblioteca municipal, varias bibliotecas públicas, la biblioteca cantonal, la biblioteca universitaria y otras temáticas.
Desde 1968 se celebra el Festival de la Cité que desde 1973 otorga el Prix de Lausanne (concurso de baile). También está el Concurso de Lausana para nuevas coreografías, el Béjart Ballet, conciertos de música clásica, jazz, rock y música popular.
| Comité Olímpico Internacional                       |
| Tribunal Arbitral del Deporte                       |
| Federación Aeronáutica Internacional                |
| Federación Internacional de Natación                |
| Federación Internacional de Esgrima                 |
| Federación Internacional de Hockey                  |
| Federación Ecuestre Internacional                   |
| Asociación Internacional de Boxeo Aficionado        |
| Federación Internacional de Béisbol                 |
| Unión Internacional de Patinaje sobre Hielo         |
| Federación Internacional de Voleibol                |
| Federación Internacional de Tenis de Mesa           |
| Federación Internacional de Tiro con Arco           |
| Federación Internacional de Piragüismo              |
| Unión Europea de Gimnasia                           |
| Asociación Europea de Atletismo                     |
| Federación Internacional de Sociedades de Remo      |
| Federación Internacional de Ajedrez                 |
| Federación Internacional de Bobsleigh y Tobogganing |

### Museos

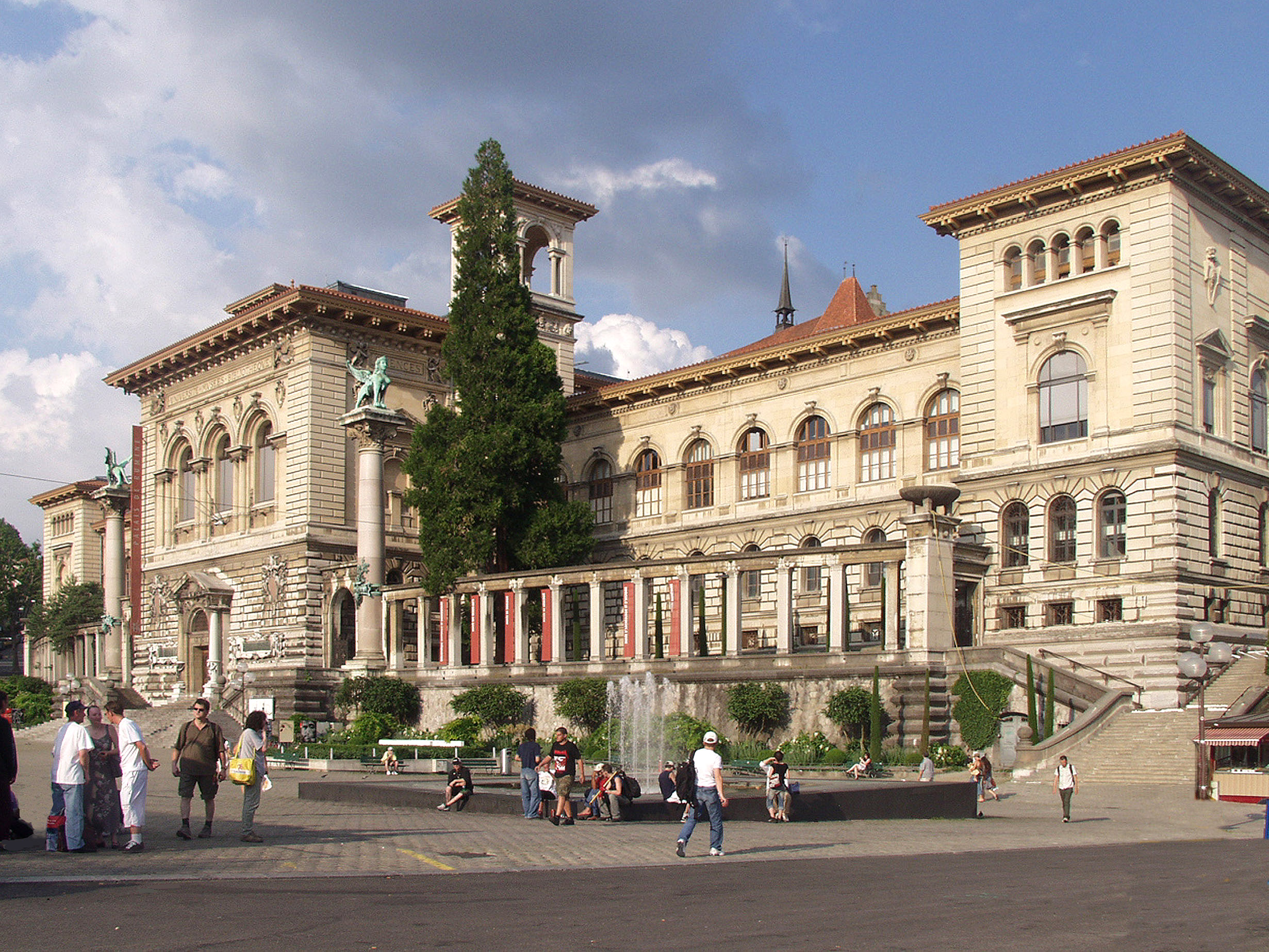
Palacio de Rumine

Como centro cultural de la Suiza occidental, Lausana tiene varios museos de gran importancia: el Museo cantonal de Artes (colección cantonal), el Museo cantonal de Arqueología e Historia, el Photo Elysée (fotografía suiza) y el Museo Olímpico. Otro referente artístico es la Fundación del Hermitage con exposiciones temporales.
También forman parte de la oferta museística de la ciudad: Colección de Art brut, Fundación Claude Verdan, Fundación del vivarium de Lausana, Museo de diseño y artes aplicadas contemporáneas, Museo cantonal de Geología, Museo Histórico de Lausana, Museo y jardín botánico cantonales, Museo romano Lausanne-Vidy y Museo Cantonal de Zoología, entre otros.

### Monumentos
- Catedral protestante Nuestra Señora de Lausana, posee un portal pintado entre 1230 y 1235, uno de los más bellos edificios de estilo gótico en Suiza.
- Castillo de Ouchy, castillo medieval situado a orillas del lago Lemán.
- Castillo Santa María, sede del gobierno cantonal.
- Plaza St-François, al centro de la ciudad, con la iglesia del mismo nombre.
- Plaza de la Palud, con un hermoso reloj antiguo. Cada hora salen las figuritas y cuentan una historia.
- Iglesia St-Laurent, en la plaza del mismo nombre.
- Tribunal Federal, sede del poder judicial suizo, frente al parque de "Mon Repos", donde vivió Pierre de Coubertin.
- Torre de l'Ale, última torre de las fortificaciones de la ciudad.

## Clima
El clima es continental húmedo, lo cual significa que hay fuertes variaciones de temperaturas entre el mes más frío, enero, y el más cálido, julio o agosto.
- Récord de nieve: febrero de 1985 (65 cm en Ouchy y 78 cm en Blecherette). Una masa de aire frío se mantuvo durante una semana y las temperaturas eran más elevadas a 1500 metros.
- Récord de calor: agosto de 2003 (39 °C). La temperatura se mantuvo a más de 30 °C durante tres semanas sin lluvia.
- Récord de frío: febrero de 2012 (−18 °C). La sensación térmica fue de unos −25 °C. Durante dos semanas las temperaturas no subieron de los −10 °C.
- Primavera

Esta estación es bastante lluviosa y relativamente fresca hasta el mes de abril. Se nota netamente el cambio en la luz, el día se alarga. El frío bajo 0 durante la noche puede perjudicar bastante los cultivos. El calor es más fuerte a finales de mayo. Las últimas nieves son a final de marzo.
- Verano

Las lluvias más importantes caen mayormente durante el verano bajo forma de chubascos violentos pero cortos.
La temperatura suele lograr y/o superar 33 °C durante más o menos 10 días en verano. Lausana tiene un clima más cálido que otros pueblos más alejados del lago, o ciudades como Lucerna o Berna. Su orientación norte-sur con un desnivel de 500 metros frente al lago le permite disfrutar de temperaturas más suaves. El lago tiene un efecto regulador. La temperatura no sube tanto como en Ginebra durante el día, pero las noches suelen ser más cálidas en Lausana.
- Otoño

El otoño es lluvioso y nublado. El frío empieza durante los primeros días de noviembre. En octubre ya puede nevar unos centímetros.
- Invierno

El invierno es frío y seco pero las nevadas no son raras. La nieve puede mantenerse un par de semanas. En el norte de Lausana, al ser más elevado, ocasionalmente ocurren accidentes viales por culpa de la nieve. Algo muy interesante: mientras llueve en el centro de la ciudad puede estar nevando al norte. Entre Ouchy (374 m) y Blecherette (700 m) hay una media de 3,5 grados de diferencia.
Las temperaturas bajan a menos de −5 °C durante unos 25 días por año, y hay nieve en unos 30.
- Primavera
- Verano
- Otoño
- Invierno

## Turismo
Lausana ofrece varios atractivos turísticos:
- Ouchy, puerto de la ciudad, paseos.
- Le Parc Montbenon, parque frente al tribunal y al lado del Lausanne Palace.
- La Rue de Bourg, con edificios antiguos y tiendas de recuerdos, y artículos de lujo.
- La Place de la Riponne, frente al palacio de Rumine.
- Vidy, playas, canchas de fútbol, y otros, paseos.
- Le Parc Mont-Repos jardines.

## Deporte

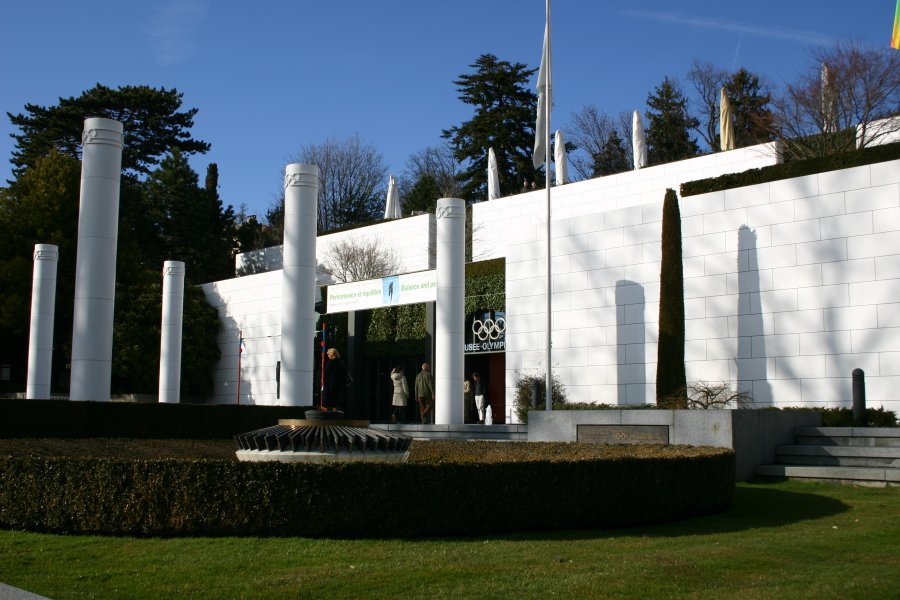
Museo Olímpico

Otro evento de gran importancia organizado en la ciudad es el conocido Athletissima, un importante encuentro atlético mundial que se lleva a cabo anualmente desde 1977. Además se celebran los 20 km de Lausana y el maratón de Lausana.
El 30 de julio de 2015, Lausana fue elegida sede de los Juegos Olímpicos de la Juventud de Invierno 2020.
| Equipo                      | Deporte            | Competición        | Estadio                        | Creación |
| --------------------------- | ------------------ | ------------------ | ------------------------------ | -------- |
| Football Club Lausana-Sport | Fútbol             | Superliga de Suiza | Stade de la Tuilière           | 1896     |
| FC Stade-Lausana-Ouchy      | Fútbol             | Challenge League   | Stade Olympique de la Pontaise | 2001     |
| Lausanne Hockey Club        | Hockey sobre hielo | Ligue Nationale    | Patinoire de Malley            | 1922     |

| Predecesor: Ludwigshafen 1971 | Campeonato Mundial de Judo 1973    | Sucesor: Viena 1975  |
| Predecesor: Sofía 1986        | Campeonato Mundial de Esgrima 1987 | Sucesor: Denver 1989 |
| Predecesor: Lillehammer       | Ciudad Olímpica 2020               | Sucesor:             |

## Enseñanza
Lausana tiene una importante función como centro educativo a nivel de la Suiza romanda. Los sitios más importantes son la Universidad de Lausana, fundada en 1890, así como la Escuela Politécnica Federal, la cual fue creada de la fusión de la Escuela de Ingenieros de la Universidad con una nueva escuela de arquitectos.
Además hay varias escuelas profesionales entre las que se encuentra la Escuela Hotelera de Lausana (École Hôtelière de Lausanne-EHL), la Escuela de Ingenieros del Cantón de Vaud (Ecole d'ingénieurs du Canton de Vaud, EIVD), la Escuela Superior de Gestión del Cantón de Vaud (HEG-VD), la Escuela de Enfermeras de la Cruz Roja Suiza, la Escuela Cantonal de Arte de Lausana (ECAL) y el Conservatorio de Lausana (Conservatoire de Lausanne).
También se encuentra la Escuela de Negocios IMD (International Institute for Management Development), la cual fue fundada en 1990 por Alcan y Nestlé con la fusión del IMI de Ginebra y el IMEDE de Lausana, y que hoy cuenta como una de las más importantes escuelas de negocios del mundo.

## Política
Las autoridades comunales tienen su sede desde el siglo XVI en el Hôtel de Ville de la Palud. El Consejo Comunal, el órgano legislativo, cuenta con cien miembros elegidos según el sistema proporcional, mientras que el ejecutivo está formado por siete miembros elegidos según el sistema mayoritario, que puede constar de dos vueltas.
La ciudad fue dirigida por un personaje de izquierda por primera vez para el período de 1934-1937, luego de 1946 a 1949 con Pierre Graber. De 1950 a 1989 fue la derecha la que gobernó la ciudad con personajes como Georges-André Chevallaz o Jean-Pascal Delamuraz. Desde 1989 la izquierda retomó el poder y desde 2002 el ecologista Daniel Brélaz preside la comuna. Tras las últimas elecciones en marzo de 2006, la izquierda logró alcanzar la mayoría, tiene seis de los siete puestos en el ejecutivo (4 en la antigua legislatura), mientras que en el legislativo alcanzó 64 de los 100 escaños (55 en la anterior legislatura).

## Transporte
Transporte urbano
- Metro de Lausana

Ferrocarril

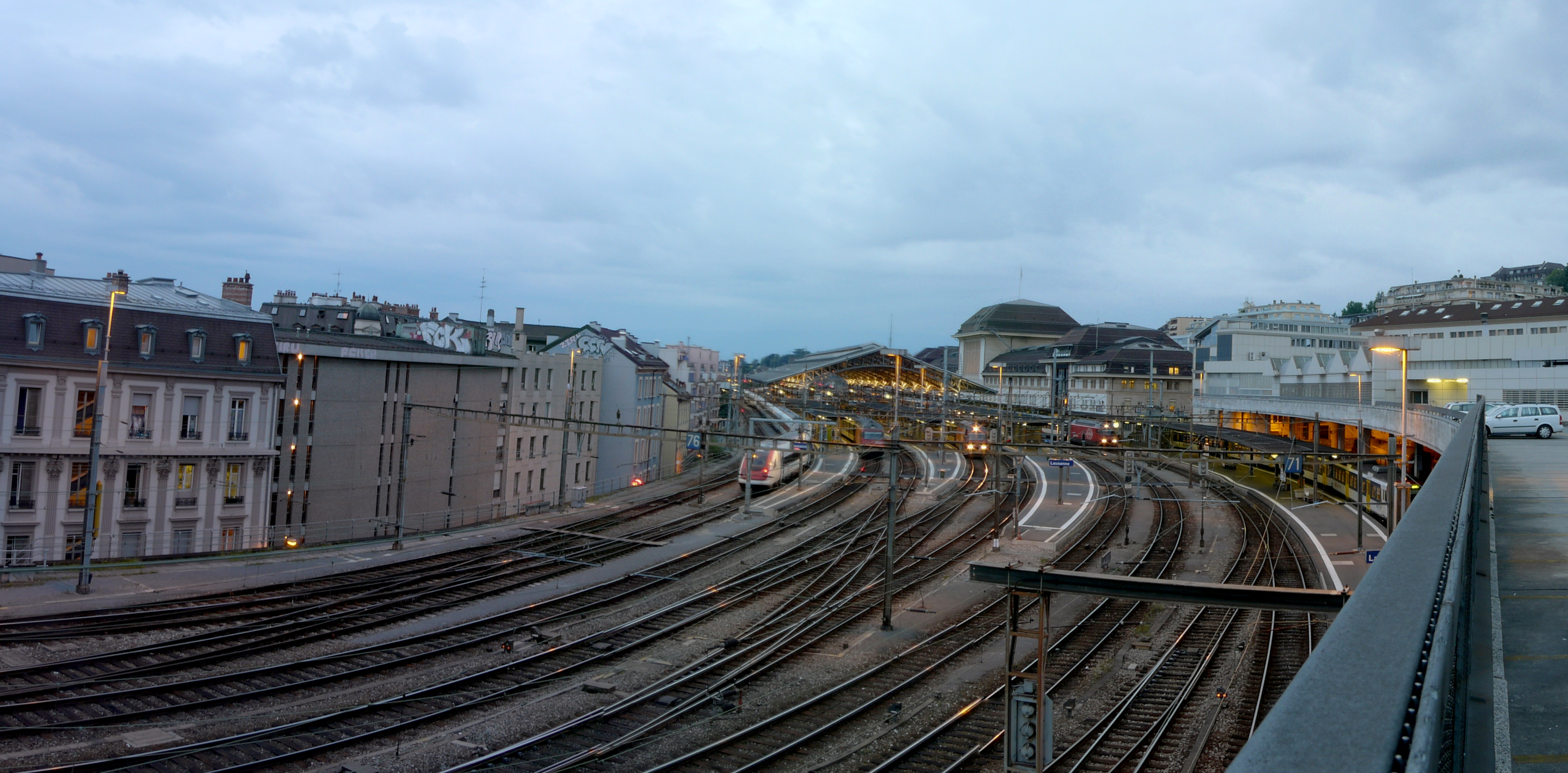
Estación de ferrocarril de Lausana

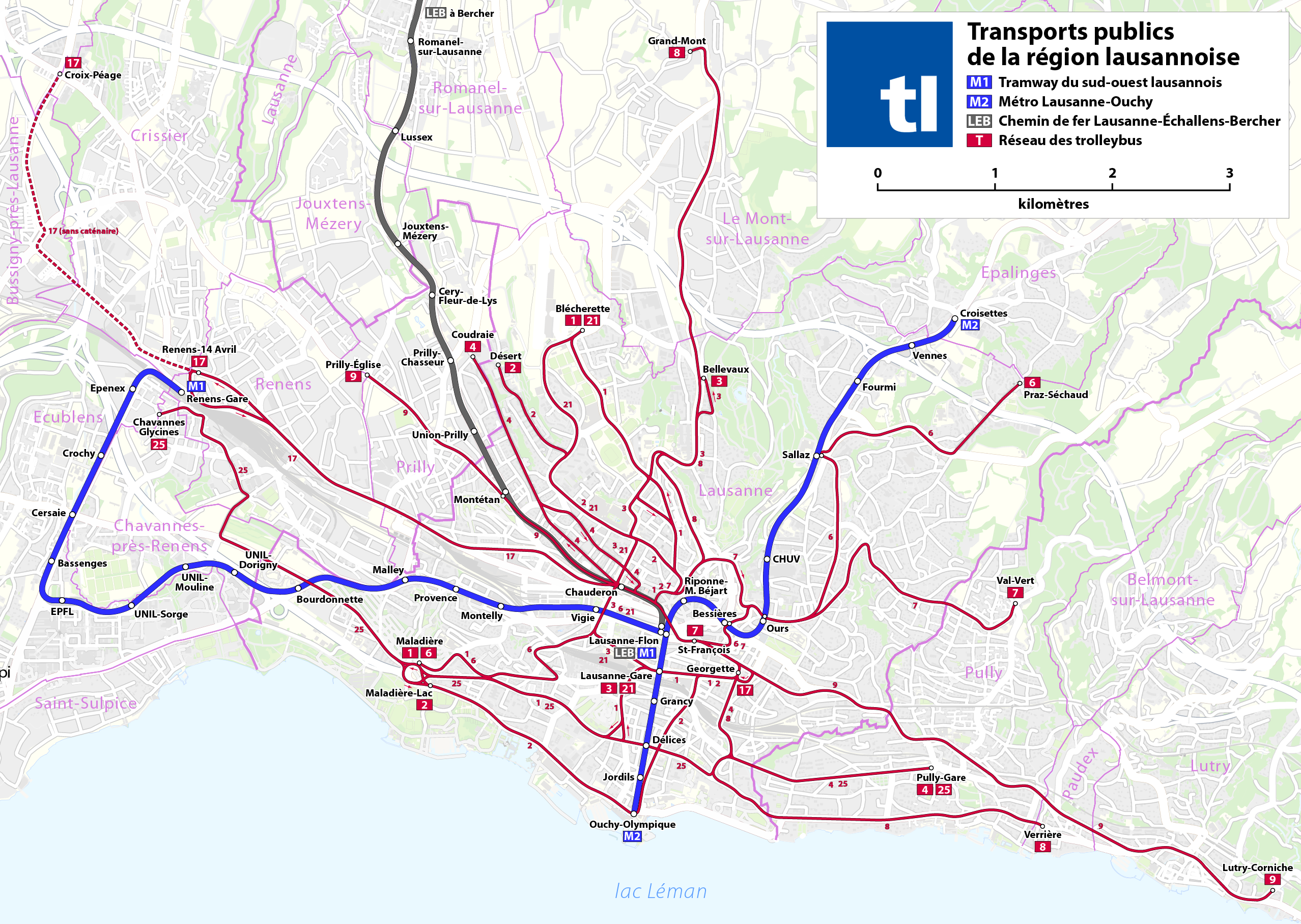

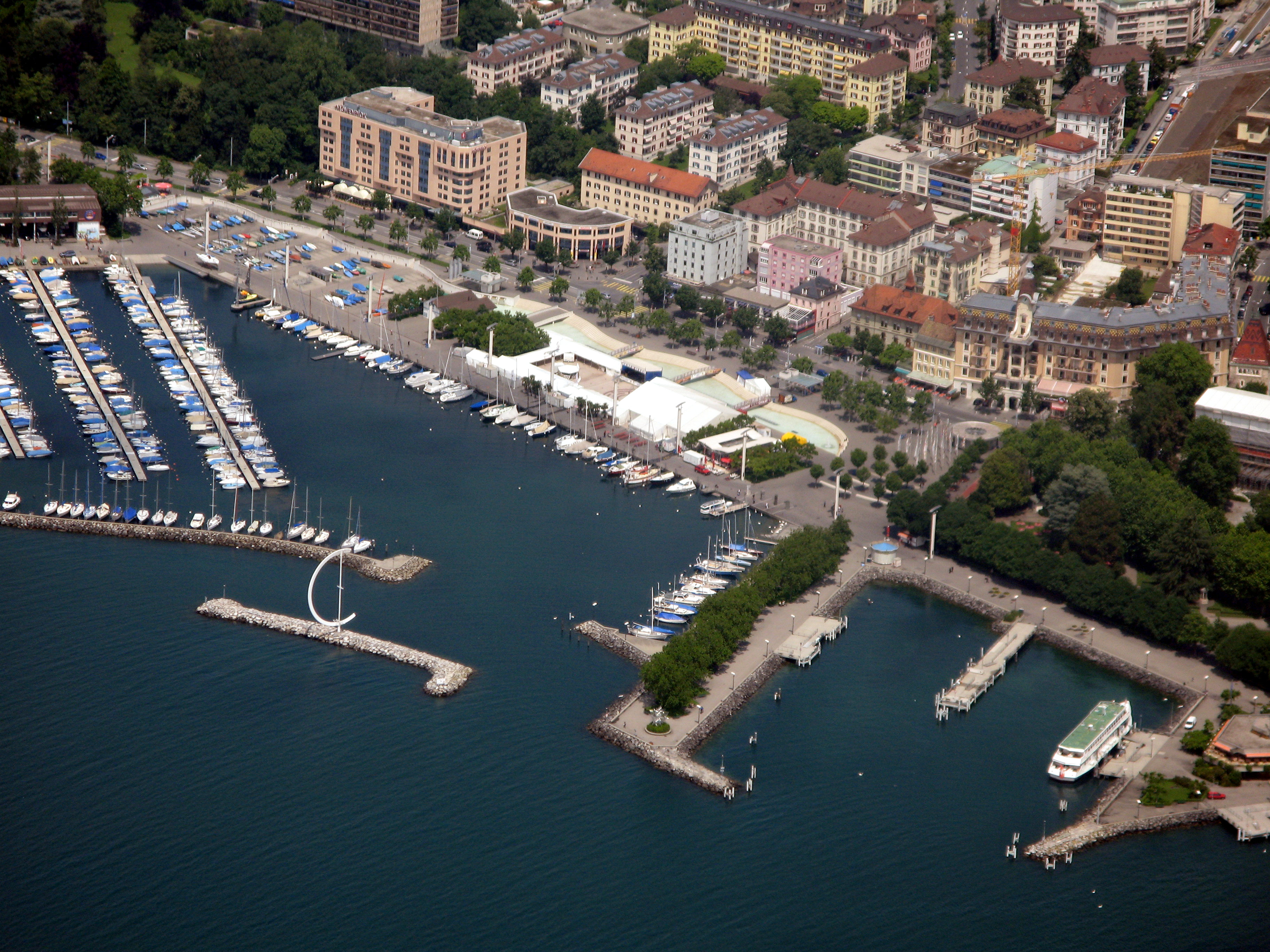
Vista aérea del puerto de Ouchy

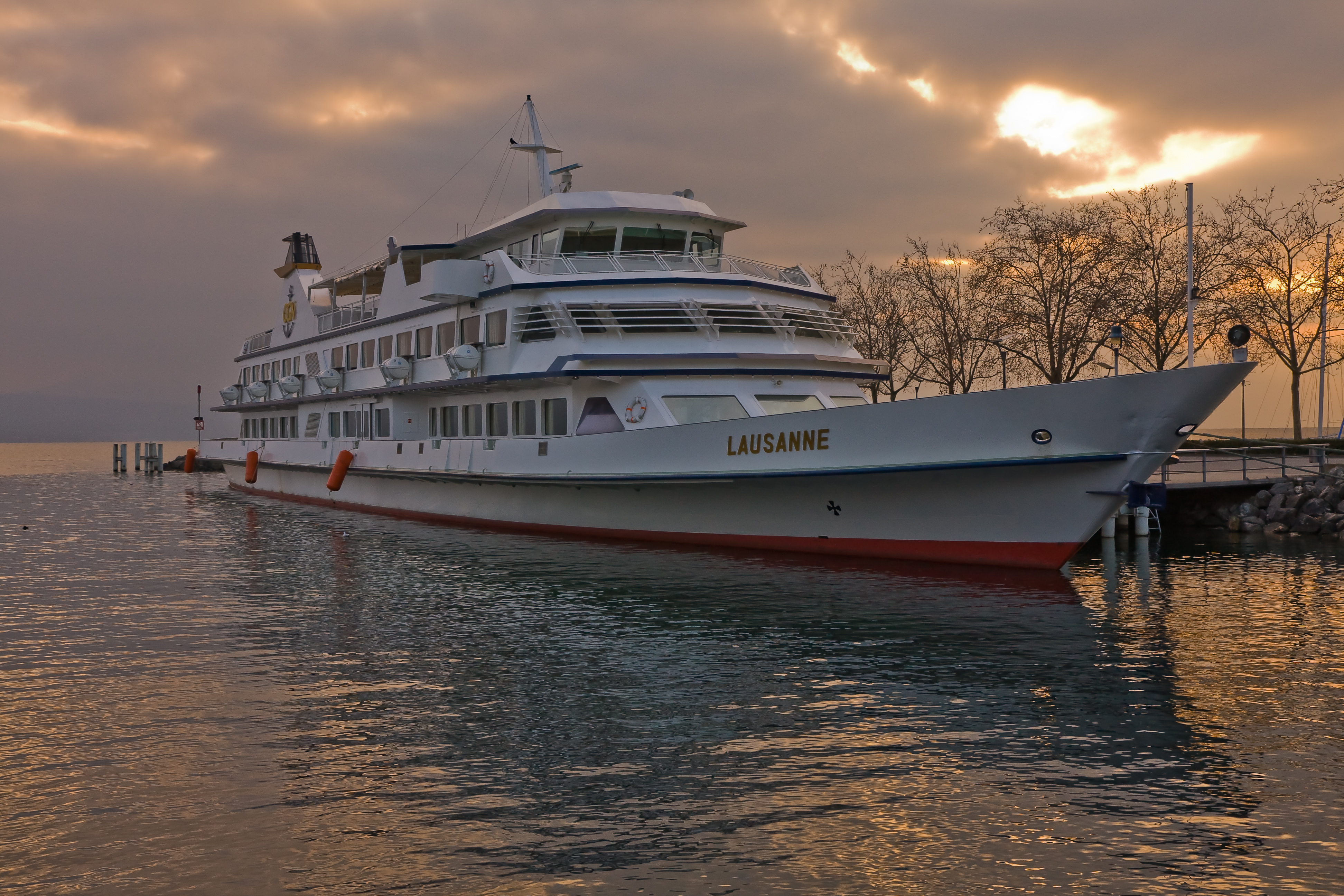
Barco Lausanne en el lago Lemán

Existe una estación principal, donde tienen parada todos los trenes de cercanías, regionales y de larga distancia que pasan por la ciudad a través de las siguientes líneas ferroviarias: 
- Línea Ginebra-Cornavin - Lausana.
- Línea Lausana - Friburgo - Berna.
- Línea Lausana - Vevey - Sion- Brig.
- Línea Lausana - Neuchâtel - Biel/Bienne - Olten.

Carretera
- Autopista A1,  17 Ecublens y  18 Lausanne-Crissier.
- Autopista A9,  9 Blécherette y  10 Vennes.

Aeropuerto
Lausana no dispone de aeropuerto, pero tiene conexiones directas con el aeropuerto internacional de Ginebra-Cointrin en autobús y tren. El trayecto dura aproximadamente 40 minutos.

## Anécdotas y eventos
- Muerte de Victoria Eugenia de Battenberg
- Pedida de mano entre el rey don Juan Carlos I y doña Sofía de Grecia
- Festival de la Canción de Eurovisión 1989
- Campeonato Mundial de Bádminton de 1995
- Campeonato Mundial de Gimnasia de 1997
- Campeonato Mundial de Triatlón de 1998
- Campeonato Europeo de Patinaje Artístico sobre Hielo de 2002
- Campeonato Mundial de Triatlón de 2006
- Campeonato Europeo de Gimnasia de 2008